# سیارک ۲۹۰۲
سیارک ۲۹۰۲ (به انگلیسی: 2902 Westerlund، نامگذاری:1980FN3) دو هزار و نهصد و دومین سیارک کشف شده‌است که در ۱۶ مارس ۱۹۸۰ کشف شد.
قدر مطلق سیارک برابر ۱۴٫۴۰ است.